# Жидково (Вологодская область)
Жидково — деревня в Белозерском районе Вологодской области.
Входит в состав Гулинского сельского поселения, с точки зрения административно-территориального деления — в Кукшевский сельсовет.

## География
Расположена на берегу Люпинского озера. Расстояние до районного центра Белозерска по автодороге — 36 км, до центра муниципального образования деревни Никоновская по прямой — 8 км. Ближайшие населённые пункты — Губа, Кузьминка, Лесуково.

## Население
| 2010 |
| ---- |
| 4    |

Население по данным переписи 2002 года — 3 человека.